# Булатиха
Булатиха — деревня в Вичугском районе Ивановской области. Входит в состав Сошниковского сельского поселения.

## География
Находится в северо-восточной части Ивановской области на расстоянии приблизительно 12 км на юго-восток по прямой от районного центра города Вичуга.

## История
В 1872 году здесь (тогда Юрьевецкий уезд Костромской губернии) было учтено 16 дворов, в 1907 году — 26.

## Население
Постоянное население составляло 87 человек (1872 год), 90 (1897), 107 (1907), 35 в 2002 году (русские 97 %), 18 в 2010.